# Janulus bifrons
Janulus bifrons is een slakkensoort uit de familie van de Gastrodontidae. De wetenschappelijke naam van de soort is voor het eerst geldig gepubliceerd in 1831 door R.T. Lowe.